# Chrysiptera unimaculata
Chrysiptera unimaculata és una espècie de peix de la família dels pomacèntrids i de l'ordre dels perciformes.

## Morfologia
Els mascles poden assolir els 10 cm de longitud total.

## Distribució geogràfica
Es troba des del Mar Roig i l'Àfrica oriental fins a Fidji, les Illes Ryukyu, el sud de la Gran Barrera de Corall i Tonga.